# Colle d'Ambin
Il Colle d'Ambin (2.897 m s.l.m. - anche in francese Col d'Ambin) è un valico alpino delle Alpi Cozie situato sul confine italo-francese.
Si trova nelle Alpi Cozie sullo spartiacque tra la Val di Susa e l'alta Maurienne.

## Descrizione

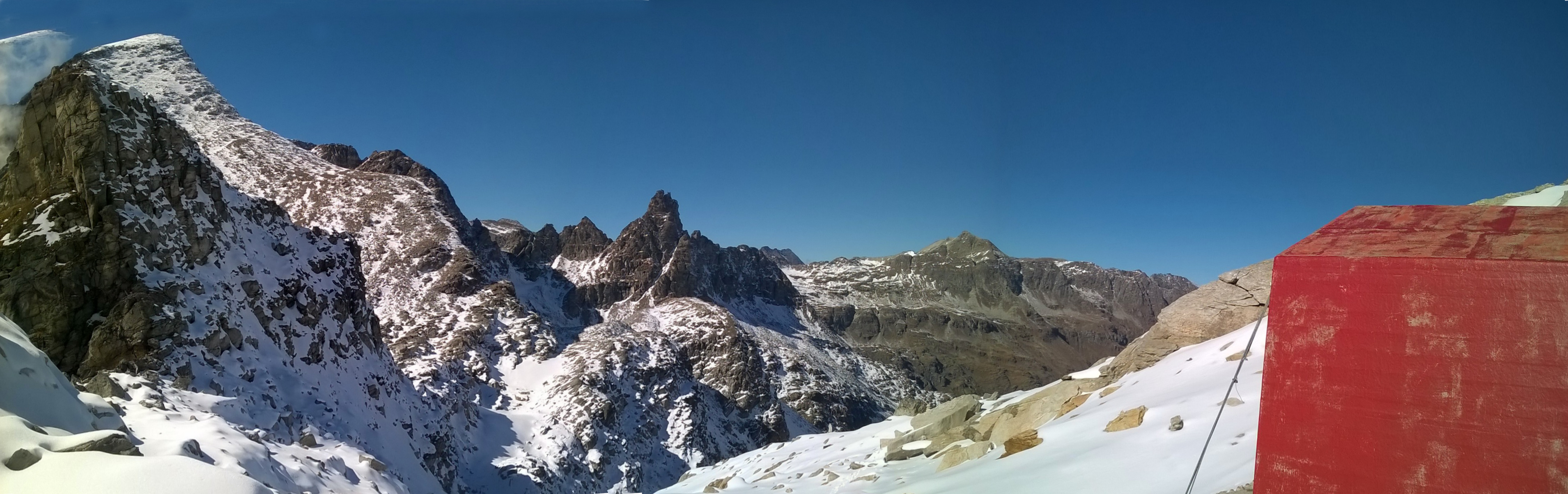
Panorama autunnale sul lato francese del colle con il bivacco Walter Blais

Il punto di valico è un avvallamento ben individuato tra le cime del Monte Ambin (a sud-ovest, 3.264 m; Pointe d'Ambin sulla cartografia francese) e il Niblè (3.365 m, a nord-est; Pointe Ferrand sulla cartografia francese). Sul lato italiano chiude un breve vallone in destra idrografica del Vallone di Galambra mentre le acque che scendono sul versante francese vengono raccolte nel Ruisseau d'Ambin, un affluente di sinistra dell'Arc.
Nei pressi del colle sorge il bivacco Walter Blais (2.925 m) mentre a quota 2.683 m, sul versante francese, si trova il Lago d'Ambin.
Secondo la classificazione orografica SOIUSA il colle separa il sottogruppo alpino Sommeiller-Vallonetto da quello Ambin-Niblè.

## Accesso al colle
Dal lato italiano il colle è raggiunto da un sentiero che parte nei pressi del rifugio Levi Molinari; anche il sentiero che sale dalla Francia passa per un rifugio, il refuge d'Ambin.
Dal colle svoltando ovest si può raggiungere per cresta il Monte Ambin e, di qui, la Punta Sommeiller; non lontano dallo spartiacque principale ma questa volta in direzione est transita anche la via normale per la salita al Monte Niblè.